# Steve Macknowski
Stephen Albert „Steve“ Macknowski (* 16. Februar 1922 in Yonkers; † 4. April 2013) war ein US-amerikanischer Kanute.

## Erfolge
Steve Macknowski gewann bei den Olympischen Spielen 1948 in London zwei Medaillen im Zweier-Canadier. Auf der 1000-Meter-Strecke starteten er und Steve Lysak in einer acht Boote umfassenden Konkurrenz, die sie in einer Rennzeit von 5:08,2 Minuten abschlossen. Sie kamen mit einem Rückstand von 1,1 Sekunden hinter den siegreichen Tschechoslowaken Jan Brzák-Felix und Bohumil Kudrna und einem Vorsprung von sieben Sekunden auf die Franzosen Georges Dransart und Georges Gandil ins Ziel, womit sie die Silbermedaille gewannen.
Über die 10.000-Meter-Distanz setzten sich Macknowski und Lysak gegen ihre fünf Konkurrenten in 55:55,4 Minuten durch und wurden Olympiasieger. Ihr Vorsprung auf Václav Havel und Jiří Pecka aus der Tschechoslowakei betrug 1:43,1 Minuten, die abermals drittplatzierten Georges Dransart und Georges Gandil überquerten weitere 22,3 Sekunden später die Ziellinie.